# Marie-Anne d'Anhalt-Dessau
La princesse Marie-Anne d'Anhalt-Dessau (14 septembre 1837, Dessau – 12 mai 1906, Friedrichroda) est une princesse de la Maison d'Ascanie. Elle est le troisième enfant de Léopold IV d'Anhalt et de Frédérique-Wilhelmine de Prusse.

## Mariage et descendance
Le 29 novembre 1854, elle épouse un cousin, le prince Frédéric-Charles de Prusse. Il est un petit-fils de Frédéric-Guillaume III par son père Charles de Prusse et sa mère est la sœur aînée (et rivale) de l'impératrice Augusta. Ils ont cinq enfants :
- Marie de Prusse (1855–1888), en 1878, elle épouse Henri d'Orange-Nassau (1820-1879), (fils de Guillaume II des Pays-Bas et d'Anna Pavlovna de Russie), gouverneur du grand-duché de Luxembourg. Veuve, elle épouse en 1885 Albert de Saxe-Altenbourg.
- Élisabeth-Anne de Prusse (1857-1895), en 1878, elle épouse Frédéric-Auguste II, grand-duc d'Oldenbourg (1852-1931).
- Victoire-Adélaïde-Charlotte-Augusta (1858)
- Louise-Marguerite de Prusse (1860-1917), en 1879, elle épouse Arthur de Connaught et Strathearn, duc de Connaught et Strathearn (1850-1942), (fils de la reine Victoria et d'Albert de Saxe-Cobourg-Gotha).
- Frédéric-Léopold de Prusse (1865-1931), en 1889, il épouse Louise-Sophie de Schleswig-Holstein-Sonderbourg-Augustenbourg (1866-1952), fille de Frédéric Auguste de Schleswig-Holstein-Sonderbourg-Augustenbourg et sœur de l'impératrice Augusta-Victoria).

Leur mariage est malheureux. Après la naissance de leur quatrième fille, le prince Frédéric-Charles aurait battu sa femme pour ne pas lui avoir donné un fils. Selon une source, c'est uniquement par les instances de Guillaume Ier qu'une séparation n'est jamais intervenue.
Pourtant, la princesse Marie-Anne est considérée par ses contemporains comme l'une des plus belles femmes de sa génération. Elle possède un remarquable talent pour la musique et la peinture, et a souvent conseillé des jeunes filles quand elles sont entrées dans la société. La princesse Marie-Anne devient presque sourde. Selon son amie la princesse Catherine Radziwill, ce handicap "l'a amenée à montrer une extrême timidité et de la gêne à chaque fois qu'elle s'est trouvée en compagnie". La princesse Radziwill est allé à dire toutefois que "lorsque Marie-Anne est seule avec vous et qu'elle n'est pas dérangée par le bruit de beaucoup de conversations autour d'elle, elle est tout à fait charmante et vraiment pleine d'esprit".

## Veuvage et mort
Son mari le Prince Frédéric-Charles est décédé le 15 juin 1885. Après sa mort, Marie-Anne quitte Berlin pour l'Italie, en restant principalement à Naples, à Rome et à Florence. les rumeurs ont couru que Marie Anne avait contracté un mariage morganatique avec le capitaine von Wagenheim, l'un de ses écuyers.
Marie Anne est décédée le 12 mai 1906 à Friedrichroda.

## Sources
- Catherine Radziwill, Memories of Forty Years, London, Funk & Wagnalls Company, 1915